# Lasioglossum suisharyonense
Lasioglossum suisharyonense är en biart som först beskrevs av Embrik Strand 1914.  Lasioglossum suisharyonense ingår i släktet smalbin, och familjen vägbin. Inga underarter finns listade i Catalogue of Life.